# Gryphopogon
Gryphopogon là một chi bướm đêm thuộc họ Erebidae.